# Cà ri cừu
Cà ri cừu (còn gọi là kosha mangsho, cà ri dê và cà ri cừu non) là một món cà ri Ấn Độ được làm từ thịt cừu và rau có nguồn gốc tại Bengal và Punjab. Cà ri cừu đường sắt là một biến thể của món ăn có nguồn gốc tại khu vực thuộc địa thời Ấn Độ thuộc Anh. Thành phần chính của cà ri cừu bao gồm thịt cừu, hành tây, cà chua và gia vị.
Ban đầu cà ri cừu được nấu theo cách sử dụng đun bếp lửa trong một chiếc nồi lớn. Ngày nay món này có thể được nấu bằng nồi áp suất và bếp nấu chậm. Cà ri cừu có thể ăn kèm với cơm. Món ăn được phục vụ với raji, một loại ngũ cốc.

## Thành phần
Thành phần thông thường chuẩn bị cho món cà ri cừu bao gồm:
- Thịt cừu
- Muối
- Bột nghệ
- Dầu mù tạc
- Hỗn hợp sệt gừng tỏi
- Sữa đông
- Gia vị các loại
- Củ hành
- Ớt
- Cà chua
- Lá rau mùi

## Biến thể
Kosha mangsho là một biến thể món ăn của người Bengal. Theo truyền thống món này ít nước trái cây và nhiều nước thịt hơn các món cà ri cừu khác. Món này được chuẩn bị theo phong cách kosha, theo đó giữ lại hương vị thịt cừu và độ ẩm bằng cách sử dụng phương pháp nấu chậm và áp chảo.
Kosha mangsho là món truyền thống được chuẩn bị như một phần của lễ kỷ niệm Kali Puja, một lễ hội hiến dâng cho nữ thần Kali trong đạo Hindu, kỷ niệm vào ngày tân nguyệt của tháng Hindu Kartik. Nhà hàng Golbari, một nhà hàng 92 tuổi ở Kolkata, Ấn Độ, chuyên nấu món này. Món ăn cũng được gọi là Kosha Mangsho tại nhà hàng.
Cà ri cừu đường sắt là một món ăn tại khu vực thuộc địa thời Ấn Độ thuộc Anh được phục vụ trên các chuyến tàu đường dài. Món ăn được phục vụ với ổ bánh mì ăn tối. Trái me ban đầu được dùng để kéo dài thời gian còn ăn được. Một số nhà hàng phục vụ món ăn này trong thời gian hiện nay, chẳng hạn như nhà hàng Oh! Calcutta! tại Kolkata, Ấn Độ. Cà ri cừu đường sắt được chuẩn bị bằng cách sử dụng nước cốt dừa làm thành phần chính.

Biến thể cà ri thịt cừu
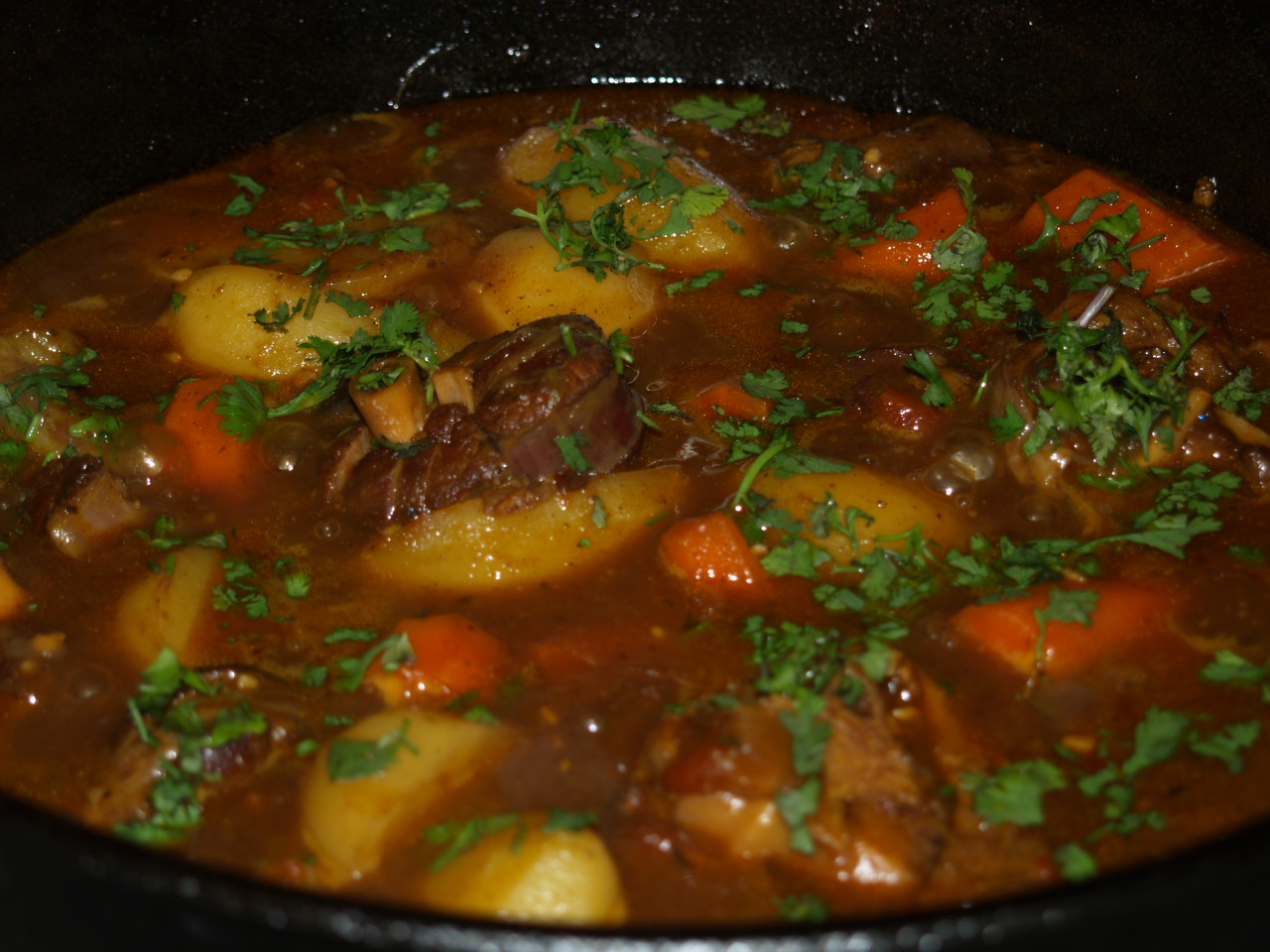
Một nồi cà ri thịt cừu non
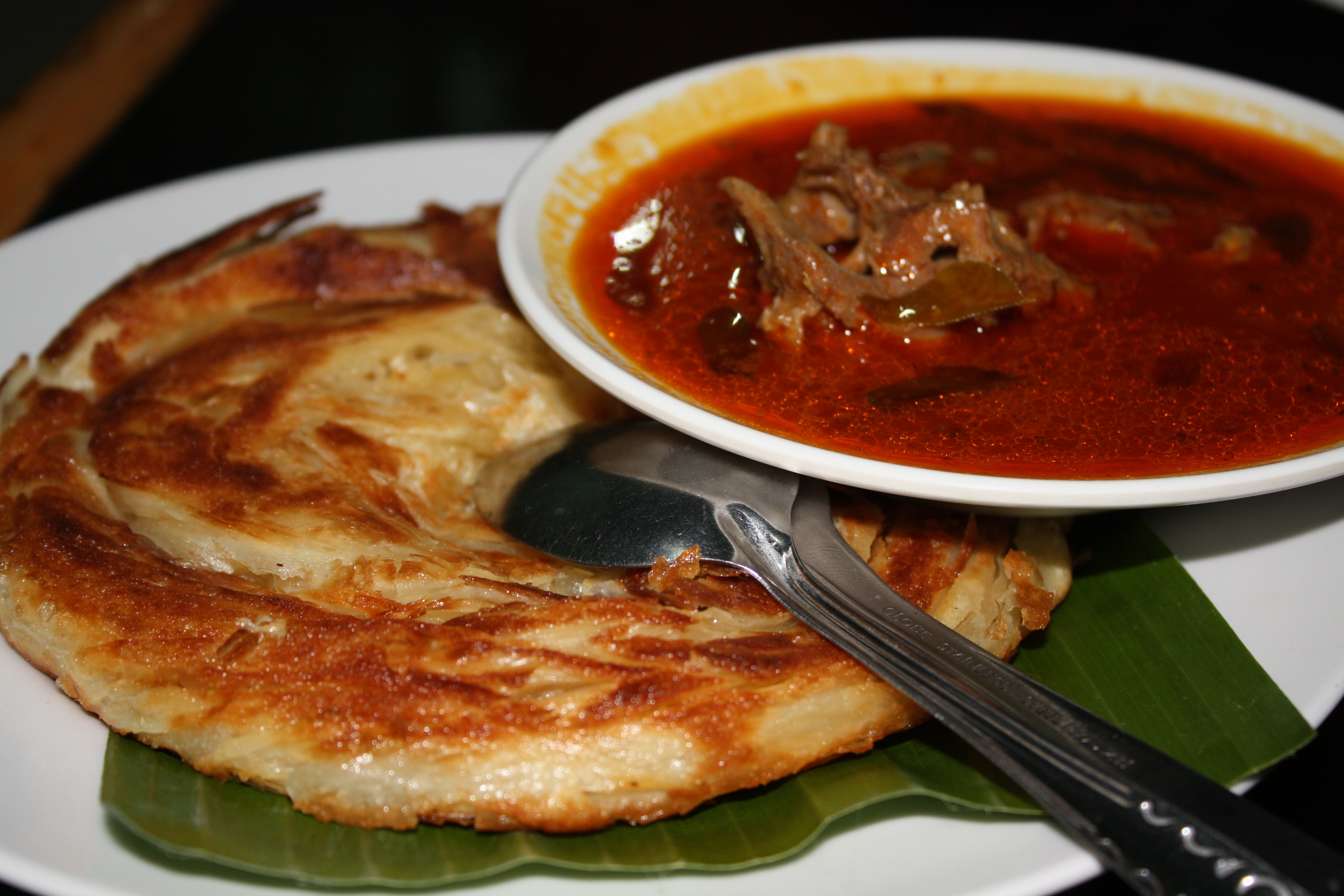
Roti canai với cà ri cừu (trên)
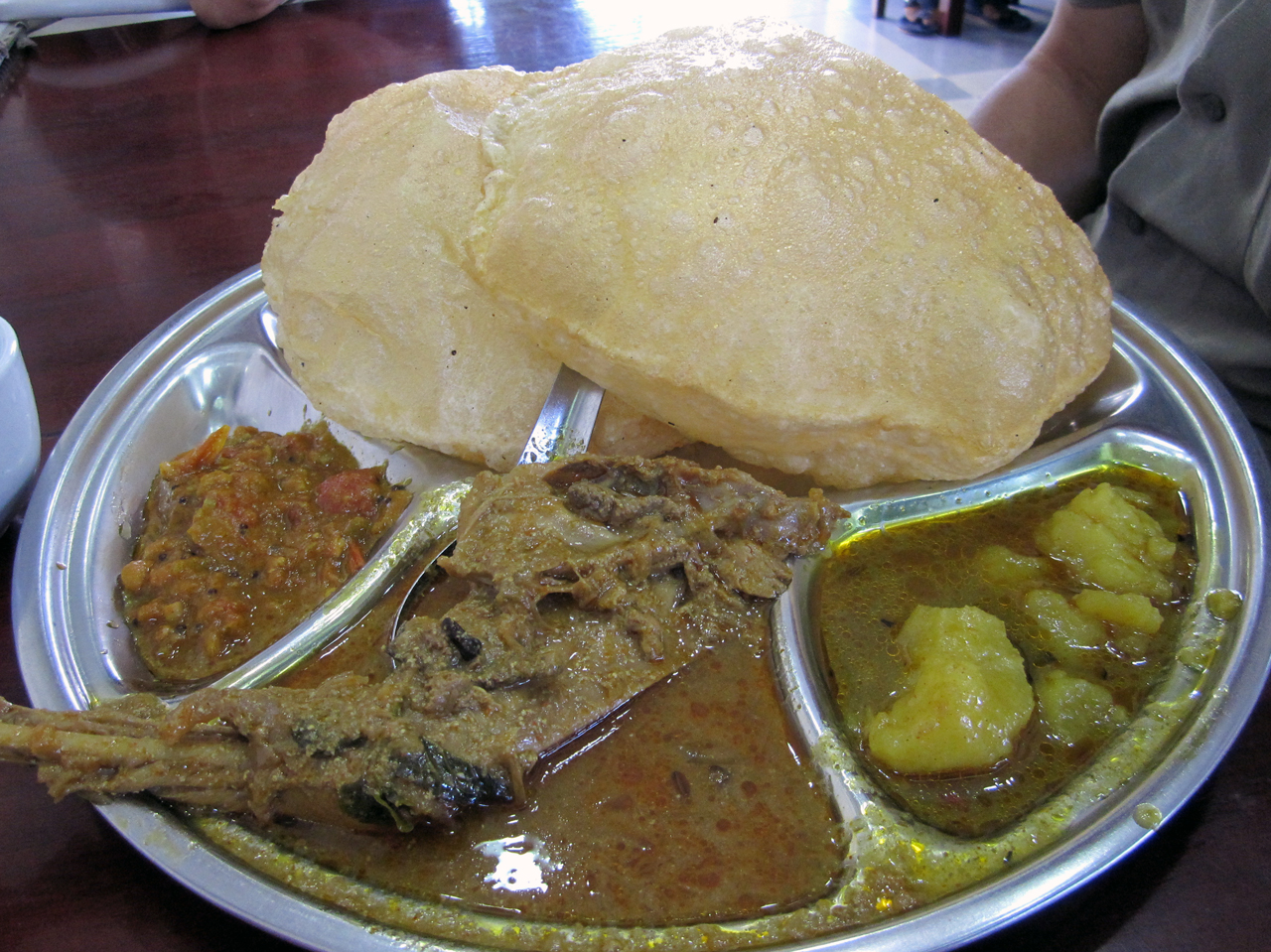
Puri (trên) và cà ri thịt cừu (đáy giữa)
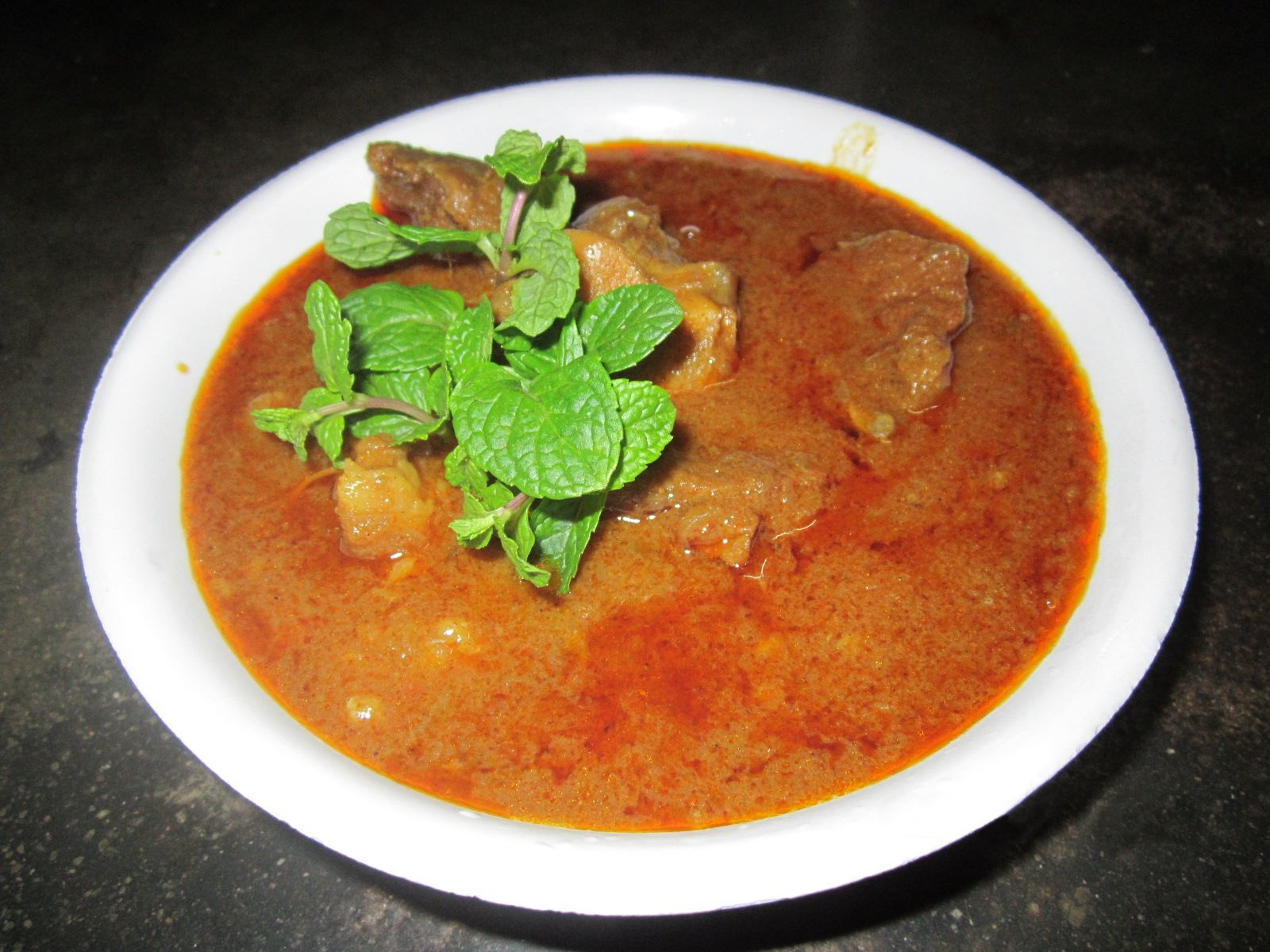
Cà ri thịt cừu Oriya (trên)

### Biến thể giả
Tại vùng Midlands, Anh, sĩ quan tiêu chuẩn thương mại làm việc bí mật đi đến 20 nhà hàng đã được lựa chọn ngẫu nhiên và mua 39 phần cà ri cừu non và thịt nướng. Bốn trong số món ăn đó không chứa thịt cừu non, thay vào đó dùng một hỗn hợp chứa thịt bò, thịt lợn hoặc thịt gà. Trong đợt điều tra, phát hiện rằng chỉ có 3 phần cà ri thịt cừu loại ra khỏi 19 phần cà ri kiểm nghiệm chứa chỉ thịt cừu non. Hầu hết tìm được bao gồm một hỗn hợp thịt cừu với thịt bò hoặc thịt gà. Ngoài ra, tất cả 20 phần thịt cừu nướng được lấy mẫu chứa các loại thịt, thêm vào thịt cừu non đã được trộn lẫn nhiều thứ, chẳng hạn như thịt bò, thịt lợn hoặc thịt gà.